# Sezona Velikih nagrad 1932
Sezona Velikih nagrad 1932 je bila druga sezona Evropskega avtomobilističnega prvenstva.

## Poročilo
V sezoni je bilo dominantno moštvo Alfa Romeo, ki je osvojilo konstruktorski naslov prvaka, med dirkači pa je izstopal Tazio Nuvolari, ki je zmagal na šestih dirkah, od tega na dveh od treh dirk evropskega prvenstva, in postal evropski prvak. Pravila so ostala enaka kot v predhodni sezoni, le da je bila minimalna dolžina dirk najvišjega tipa Grandes Épreuves znižana pa pet ur, maksimalna dolžina je bila deset ur. Prvenstvene dirke so potekale pod pravili Formula libre, kar pomeni neomejena delovna prostornina motorjev, teža dirkalnika, porab goriva in oblika šasij. Edina omejitev pri šasijah je bila maksimalna širina dirkalnika, ki je bila pri dvosedežnikih 1000 mm, pri enosedežnikih pa 800 mm. V dirkalniku je bil lahko naenkrat le en dirkač, menjave so bile dovoljene le v boksih. Pri postankih v boksih sta poleg dirkačev lahko sodelovala dva mehanika na dirkalnik. Po teh pravilih sta potekali le prvenstveni dirki za Veliko nagrado Italije in Veliko nagrado Francije, saj je bila dirka za Veliko nagrado Nemčije dolga le štiri ure, sedeminštirideset minut in dvaindvajset sekund, prvotno predvidena dirka za Velika nagrada Belgije pa je potekala pod pravili športnih dirkalnikov in ni štela za prvenstvo.
Tako so v sezoni potekale tri dirke najvišjega tipa Grandes Épreuves, ki so štele za konstruktorsko in dirkaško prvenstvo, ob teh je potekalo še enajst pomembnejših mednarodnih Grand Prix dirk, ki so bile deležne velike pozornosti medijev in gledalcev, ter na katerih so nastopali najboljši dirkači. Ob njih je potekalo še osemnajst regionalnih dirk, nekatere so imele tudi mednarodno udeležbo, toda teh dirk so se udeleževali večinoma lokalni in neuveljavljeni dirkači, organizirali so jih avtomobilistični klubi, na dirkah pa so sodelovali običajno tudi dirkalniki nižjih dirkaških razredov.
Velika nagrada Alessandrie, ki bi morala potekati 27. marca je bila odpovedana zaradi finančnih težav. Velika nagrada Belgije, ki je bila načrtovana za 10. julijja je bila odpovedana aprila. Belgijski avtomobilistični klub je kot razloge navedel neizpolnjena pričakovanja glede lanske dirke ter veliko tveganje izpeljave dirke v gospodarski krizi v istem mesecu, kot so potekale že dirke za Veliko nagrado Nemčije, Veliko nagrado Francije in 24 ur Spaja. Velika nagrada Madžarske, ki bi morala potekati 1. maja, je bila v zadnjem trenutku, konec aprila, odpovedana zaradi nepredvidenih težav pri organizaciji dirke. Velika nagrada Španije, ki bi morala potekati 25. septembra je bila odpovedana brez znanega razloga. Ker bi morala biti to četrta prvenstvena dirka, so potekali pogovori, da bi ena od drugih dirk štela za prvenstvo, toda to se ni uresničilo. Velika nagrada Mugella je bila načrtovana za 29. maja, toda zaradi neznanega razloga je bila najprej prestavljena, nato pa odpovedana.

### RazredGrand Prix
Alfa Romeo
Tovarniško moštvo Societá Anonima Alfa Romeo  je sezono začelo z dirkalniki Alfa Romeo Monza, na dirki za Veliko nagrado Italije pa so predstavili nove dirkalnike Alfa Romeo P3, ki so že na svoji prvi dirki moštvu prinesli zmago in se izkazali za najboljše dirkalnike sezone. Športni direktor moštva je bil Aldo Giovannini, v dirkaški zasedbi pa so bili Tazio Nuvolari, Baconin Borzacchini, Giuseppe Campari in Rudolf Caracciola, ki je uradno postal član moštva po dirki za Veliko nagrado Monaka.
Z dirkalniki Alfe Romeo je dirkalo tudi moštvo Scuderia Ferrari, toda le s starejšimi dirkalniki Alfa Romeo Monza. Za Ferrari so v sezoni dirkali Antonio Brivio, Piero Taruffi, Pietro Ghersi, Eugenio Siena in Gianfranco Comotti. Na eni oziroma dveh dirkah sta za Ferrari nastopila tudi Alfina dirkača Borzacchini in Nuvolari.
Maserati
Tovarniško moštvo je nastopalo z dirkalniki Maserati M26, Maserati 8C-2500 in Maserati V5. V dirkaški zasedbi so bili Luigi Fagioli, Amedeo Ruggeri in René Dreyfus, od februarja tudi švicarski dirkač Carlo Pedrazzini. Po dirki Avusrennen je Dreyfus zapustil moštvo, nadomestila sta ga Ernesto Maserati in Giovanni Minozzi. Po smrti Alfierija Maseratija v začetku marca je vodenje tovarne in moštva prevzel Ernesto Maserati.
Bugatti
Tovarniško moštvo je še vedno nastopalo z dirkalnikoma Bugatti T51 in Bugatti T54. Prvi zaradi pomanjkanja moči motorja ni bil konkurenčen za najvišja mesta, drugi pa je bil opremljen z močnim 5,0 litrskim motorjem, toda še vedno je bil slabo vodljiv. Glavna dirkača moštva sta bila Louis Chiron in Achille Varzi, rezervna dirkača pa Albert Divo in Guy Bouriat.

## Dirkači in moštva

### Tovarniška moštva
| Moštvo                     | Konstruktor | Šasija         | Motor                         | Dirkači             |
| -------------------------- | ----------- | -------------- | ----------------------------- | ------------------- |
| Societá Anonima Alfa Romeo | Alfa Romeo  | Monza P3       | 2,6 L vrstni-8 2,9 L vrstni-8 | Tazio Nuvolari      |
| Societá Anonima Alfa Romeo | Alfa Romeo  | Monza P3       | 2,6 L vrstni-8 2,9 L vrstni-8 | Baconin Borzacchini |
| Societá Anonima Alfa Romeo | Alfa Romeo  | Monza P3       | 2,6 L vrstni-8 2,9 L vrstni-8 | Giuseppe Campari    |
| Societá Anonima Alfa Romeo | Alfa Romeo  | Monza P3       | 2,6 L vrstni-8 2,9 L vrstni-8 | Rudolf Caracciola   |
| Officine Alfieri Maserati  | Maserati    | 26M 8C-2500 V5 | 2,8 L vrstni-8                | Luigi Fagioli       |
| Officine Alfieri Maserati  | Maserati    | 26M 8C-2500 V5 | 2,8 L vrstni-8                | Amedeo Ruggeri      |
| Officine Alfieri Maserati  | Maserati    | 26M 8C-2500 V5 | 2,8 L vrstni-8                | René Dreyfus        |
| Officine Alfieri Maserati  | Maserati    | 26M 8C-2500 V5 | 2,8 L vrstni-8                | Carlo Pedrazzini    |
| Officine Alfieri Maserati  | Maserati    | 26M 8C-2500 V5 | 2,8 L vrstni-8                | Ernesto Maserati    |
| Officine Alfieri Maserati  | Maserati    | 26M 8C-2500 V5 | 2,8 L vrstni-8                | Giovanni Minozzi    |
| Automobiles Ettore Bugatti | Bugatti     | T51 T54        | 2,3 L vrstni-8 4,9 L vrstni-8 | Louis Chiron        |
| Automobiles Ettore Bugatti | Bugatti     | T51 T54        | 2,3 L vrstni-8 4,9 L vrstni-8 | Achille Varzi       |
| Automobiles Ettore Bugatti | Bugatti     | T51 T54        | 2,3 L vrstni-8 4,9 L vrstni-8 | Albert Divo         |
| Automobiles Ettore Bugatti | Bugatti     | T51 T54        | 2,3 L vrstni-8 4,9 L vrstni-8 | Guy Bouriat         |

### Neodvisna moštva
| Moštvo                       | Konstruktor | Šasija   | Motor                         | Dirkači             |
| ---------------------------- | ----------- | -------- | ----------------------------- | ------------------- |
| Scuderia Ferrari             | Alfa Romeo  | Monza P3 | 2,6 L vrstni-8 2,9 L vrstni-8 | Antonio Brivio      |
| Scuderia Ferrari             | Alfa Romeo  | Monza P3 | 2,6 L vrstni-8 2,9 L vrstni-8 | Piero Taruffi       |
| Scuderia Ferrari             | Alfa Romeo  | Monza P3 | 2,6 L vrstni-8 2,9 L vrstni-8 | Pietro Ghersi       |
| Scuderia Ferrari             | Alfa Romeo  | Monza P3 | 2,6 L vrstni-8 2,9 L vrstni-8 | Eugenio Siena       |
| Scuderia Ferrari             | Alfa Romeo  | Monza P3 | 2,6 L vrstni-8 2,9 L vrstni-8 | Gianfranco Comotti  |
| Scuderia Ferrari             | Alfa Romeo  | Monza P3 | 2,6 L vrstni-8 2,9 L vrstni-8 | Tazio Nuvolari      |
| Scuderia Ferrari             | Alfa Romeo  | Monza P3 | 2,6 L vrstni-8 2,9 L vrstni-8 | Baconin Borzacchini |
| Scuderia Villars-Waldthausen | Alfa Romeo  | Monza    | 2,3 L vrstni-8                | Julio Villars       |
| Scuderia Villars-Waldthausen | Alfa Romeo  | Monza    | 2,3 L vrstni-8                | Karl Waldthausen    |
| Premoli Bugatti Maserati     | Bugatti     | T51      | 3,0 L vrstni-8 Maserati       | Luigi Premoli       |
| Biondetti Speciale           | Bugatti     | T51      | 2,5 L vrstni-8 Maserati       | Clemente Biondetti  |

### Dirkači privatniki
| Moštvo                      | Konstruktor | Šasija         | Motor          |
| --------------------------- | ----------- | -------------- | -------------- |
| Heinrich-Joachim von Morgen | Mercedes    | SSKL           | 7,0 L vrstni-6 |
| Hans Stuck                  | Bugatti     | T35B, T51, T54 | 2,3 L vrstni-8 |
| René Dreyfus                | Bugatti     | T51            | 2,3 L vrstni-8 |

## Velike nagrade

### Prvenstvene dirke
| Št | Velika nagrada          | Dirkališče  | Datum     | Zmag. dirkač      | Zmag. moštvo | Poročilo |
| -- | ----------------------- | ----------- | --------- | ----------------- | ------------ | -------- |
| 1  | Velika nagrada Italije  | Monza       | 5. junij  | Tazio Nuvolari    | Alfa Romeo   | Poročilo |
| 2  | Velika nagrada Francije | Reims-Gueux | 3. julij  | Tazio Nuvolari    | Alfa Romeo   | Poročilo |
| 3  | Velika nagrada Nemčije  | Nürburgring | 17. julij | Rudolf Caracciola | Alfa Romeo   | Poročilo |

### Pomembnejše neprvenstvene dirke
| Velika nagrada              | Dirkališče     | Datum         | Zmag. dirkač            | Zmag. moštvo  | Poročilo |
| --------------------------- | -------------- | ------------- | ----------------------- | ------------- | -------- |
| Velika nagrada Tunisa       | Kartagina      | 3. april      | Achille Varzi           | Bugatti       | Poročilo |
| Velika nagrada Monaka       | Monaco         | 17. april     | Tazio Nuvolari          | Alfa Romeo    | Poročilo |
| Velika nagrada Rima         | Littorio       | 24. april     | Luigi Fagioli           | Maserati      | Poročilo |
| Velika nagrada Orana        | Arcone         | 24. april     | Jean-Pierre Wimille     | Bugatti       | Poročilo |
| British Empire Trophy       | Brooklands     | 30. april     | John Cobb               | Delage        | Poročilo |
| Targa Florio                | Madonie        | 8. maj        | Tazio Nuvolari          | Alfa Romeo    | Poročilo |
| Eläintarhanajot             | Eläintarharata | 8. maj        | Per-Viktor Widengren    | Mercedes-Benz | Poročilo |
| Velika nagrada Frontieresa  | Chimay         | 15. maj       | Arthur Legat            | Bugatti       | Poročilo |
| Velika nagrada Provanse     | Nîmes          | 16. maj       | Stanislas Czaykowski    | Bugatti       | Poročilo |
| Velika nagrada Nîmesa       | Nîmes          | 16. maj       | Benoit Falchetto        | Bugatti       | Poročilo |
| Avusrennen                  | AVUS           | 22. maj       | Manfred von Brauchitsch | Mercedes-Benz | Poročilo |
| Velika nagrada Casablance   | Anfa           | 22. maj       | Marcel Lehoux           | Bugatti       | Poročilo |
| Eifelrennen                 | Nürburgring    | 29. maj       | Rudolf Caracciola       | Alfa Romeo    | Poročilo |
| Velika nagrada Torvilliersa | Troyes         | 29. maj       | Robert Gauthier         | Bugatti       | Poročilo |
| Velika nagrada Pikardije    | Péronne        | 5. junij      | Philippe Étancelin      | Alfa Romeo    | Poročilo |
| Velika nagrada Lvova        | Lvov           | 19. junij     | Rudolf Caracciola       | Alfa Romeo    | Poročilo |
| Velika nagrada Lorene       | Nancy          | 26. junij     | Jean-Pierre Wimille     | Alfa Romeo    | Poročilo |
| Velika nagrada Dieppeja     | Dieppe         | 24. julij     | Louis Chiron            | Bugatti       | Poročilo |
| Velika nagrada Nice         | Nice           | 31. julij     | Louis Chiron            | Bugatti       | Poročilo |
| Coppa Ciano                 | Montenero      | 31. julij     | Tazio Nuvolari          | Alfa Romeo    | Poročilo |
| Coppa Acerbo                | Pescara        | 14. avgust    | Tazio Nuvolari          | Alfa Romeo    | Poročilo |
| Grand Prix du Comminges     | Saint-Gaudens  | 14. avgust    | Goffredo Zehender       | Alfa Romeo    | Poročilo |
| Velika nagrada La Baule     | La Baule       | 17. avgust    | William Grover-Williams | Bugatti       | Poročilo |
| Velika nagrada Masaryka     | Brno           | 4. september  | Louis Chiron            | Bugatti       | Poročilo |
| Mountain Championship       | Brooklands     | 10. september | Malcolm Campbell        | Sunbeam       | Poročilo |
| Velika nagrada Monze        | Monza          | 11. september | Rudolf Caracciola       | Alfa Romeo    | Poročilo |
| Velika nagrada Antibesa     | Garoupe        | 11. september | Benoit Falchetto        | Bugatti       | Poročilo |
| Velika nagrada Marseilla    | Miramas        | 25. september | Raymond Sommer          | Alfa Romeo    | Poročilo |
| Munkkiniemenajo             | Helsinki       | 25. september | Per-Viktor Widengren    | Alfa Romeo    | Poročilo |

## Dirkaško prvenstvo
| Poz | Dirkač                  | ITA | FRA | NEM | Toč |
| --- | ----------------------- | --- | --- | --- | --- |
| 1   | Tazio Nuvolari          | 1   | 1   | 2   | 4   |
| 2   | Baconin Borzacchini     | 3   | 2   | 3   | 8   |
| 3   | Rudolf Caracciola       | NC  | 3   | 1   | 9   |
| 4   | René Dreyfus            | 5   | 5   | 4   | 12  |
| 5   | Louis Chiron            | Ret | 4   | Ret | 17  |
| =   | Albert Divo             | 6   | Ret |     | 17  |
| 7   | Luigi Fagioli           | 2   |     |     | 18  |
| 8   | Amedeo Ruggeri          | 8   |     | Ret | 19  |
| 9   | Giuseppe Campari        | 4   |     |     | 20  |
| =   | Pietro Ghersi           | 7   |     |     | 20  |
| =   | Eugenio Siena           | 9   |     |     | 20  |
| =   | William Grover-Williams |     | 6   |     | 20  |
| =   | Goffredo Zehender       |     | 7   |     | 20  |
| =   | Pierre Félix            |     | 8   |     | 20  |
| =   | Earl Howe               |     | 9   |     | 20  |
| 16  | Marcel Lehoux           | Ret | Ret | Ret | 21  |
| =   | Achille Varzi           | Ret | Ret |     | 21  |
| =   | Luigi Premoli           | 10  |     |     | 21  |
| =   | Philippe Étancelin      |     | Ret |     | 21  |
| =   | Max Fourny              |     | Ret |     | 21  |
| =   | Jean-Pierre Wimille     |     | Ret |     | 21  |
| 22  | Luigi Castelbarco       | Ret |     |     | 23  |
| =   | Jean Gaupillat          |     | Ret |     | 23  |
| =   | Hans Lewy               |     |     | Ret | 23  |
| =   | Paul Pietsch            |     |     | Ret | 23  |
| Poz | Dirkač                  | ITA | FRA | NEM | Toč |

| Barva     | Rezultat                    | Točke |
| --------- | --------------------------- | ----- |
| Zlata     | Zmagovalec                  | 1     |
| Srebrna   | Drugi                       | 2     |
| Bronasta  | Tretji                      | 3     |
| Zelena    | Prevozil več kot 75% dirke  | 4     |
| Modra     | Prevozil med 50% in 75%     | 5     |
| Vijolična | Prevozil med 25% in 50%     | 6     |
| Rdeča     | Prevozil manj kot 25% dirke | 7     |
| Črna      | Diskvalificiran             | 8     |
| Prazna    | Ni dirkal (DNP)             | 8     |